# Cecil B. Demented
Pour plus de détails, voir Fiche technique et Distribution.
Cecil B. Demented est un film américain de John Waters sorti en 2000.

## Synopsis
L'intrigue tourne autour des personnages de Honey Whitlock (Melanie Griffith), une célèbre star hollywoodienne, et Cecil B. Demented (Stephen Dorff), un réalisateur underground et radical. L'actrice est enlevée par le cinéaste et ses adeptes, qui se font connaître sous le nom des « réalisateurs kamikazes », afin de la faire jouer dans un film anti-commercial, réaliste et débarrassé des artifices propres au cinéma hollywoodien. L'actrice trouvera sa vocation et rejoindra par sincère conviction le groupe extrémiste.

## Fiche technique
- Titre : Cecil B. Demented
- Réalisation : John Waters
- Scénario : John Waters
- Musique : Basil Poledouris, Zoë Poledouris
- Montage : Jeffrey Wolf
- Producteur : Joseph M. Caracciolo Jr., John Fiedler
- Producteur exécutif : Fred Bernstein, Anthony DeLorenzo
- Distributeur : Artisan Entertainment  (USA), Bac Films (France)
- Pays d'origine :  États-Unis
- Langue : Anglais
- Genre : comédie noire
- Durée : 87 minutes
- Dates de sortie : 
  -  France : 17 mai 2000 (Festival de Cannes)
  -  France : 2 août 2000
  -  États-Unis : 11 août 2000 (sortie limitée)
  -  États-Unis : 1er septembre 2000

## Distribution
- Melanie Griffith : Honey Whitlock
- Stephen Dorff : Cecil
- Alicia Witt : Cherish
- Adrian Grenier : Lyle
- Larry Gilliard Jr. : Lewis
- Maggie Gyllenhaal : Raven
- Eric Roberts : Honey ex mari
- Jack Noseworthy : Rodney
- Mink Stole : Mme Sylvia Mallory
- Ricki Lake : Libby
- Patricia Hearst : Fidget's Mom

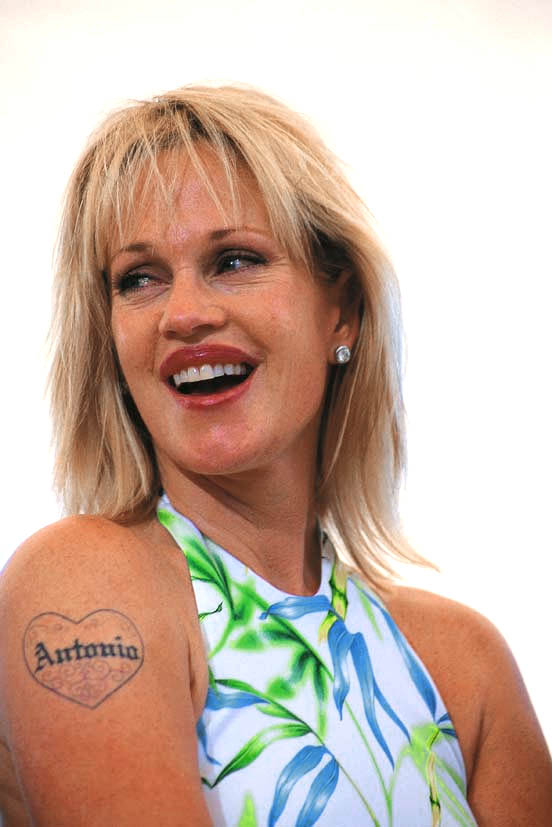
L'actrice principale Melanie Griffith à la première du film au Festival de Cannes 2000.

- Michael Shannon : Petie (as Mike Shannon)
- Kevin Nealon : Lui-même
- Eric Barry : Fidget
- Zenzele Uzoma : Chardonnay
- Erika Lynn Rupli : Pam
- Alan J. Wendl : camionneur